# Char D2
Lo Char D2 è stato un carro armato per fanteria progettato dalla Francia nei primi anni trenta sulla falsariga del pari classe Char D1. Costruito in serie limitata, il carro era ben corazzato per l'epoca ma il ridotto equipaggio, lo scarso potere di penetrazione del cannone scelto e le mediocri prestazioni sul campo di battaglia lo resero una preda relativamente facile per le efficienti Panzer-Division lanciate alla conquista della Francia nella primavera 1940.

## Storia
Il piano di sviluppo dell'arma corazzata steso nel 1926 prevedeva un nuovo carro armato leggero, economico e da produrre in serie, che andasse a sostituire l'obsoleto Renault FT risalente alla prima guerra mondiale: la Renault rispose alle specifiche con lo Char D, un veicolo affatto economico e neppure particolarmente leggero, tant'è che venne classificato come Char de Bataille, ovvero carro armato da battaglia principale; il suo costo era comunque inferiore a quello del massiccio Char B1 e si decise di proseguirne la progettazione, che andò di pari passo con le sperimentazioni di altri tre prototipi poi evolutisi nei modelli definitivi dell'Hotchkiss H35, del Renault R35 ed dell'FCM 36.

### Sviluppo
Nel 1928 la Renault costruì dunque due veicoli guida con il nominativo industriale "NC-28", mentre l'esercito francese li indicò come "Char D": nel dicembre 1929 venne ordinata un pre-serie di dieci veicoli detti Renault NC-31 e dopo alcuni test condotti tra maggio e novembre dal 503E Régiment de Chars de combat, il 23 dicembre 1930 furono richiesti 70 esemplari; altre ordinazioni fecero salire il totale dei Char D costruiti a 160, l'ultimo dei quali venne consegnato nei primi mesi del 1935.
Già nel maggio 1930 però, la Renault ricevette nuove direttive per rielaborare il Char D ancora in fase di studio, oltre a crearne una versione coloniale: in particolare la corazzatura venne aumentata a 40 mm, nonostante fosse stata richiesta una maggiore velocità di punta e un peso non superiore alle 15,5 tonnellate metriche (appena sotto il limite massimo di venti tonnellate). L'introduzione di queste versioni portò a una generale ridenominazione: il modello con corazza migliorata venne indicato come "Char D2", quello pensato per l'ambiente coloniale divenne lo "Char D3" (mai entrato in produzione) e infine il modello originale fu chiamato Char D1. Il primo prototipo rivettato del D2 venne consegnato durante l'aprile 1932 e collaudato in seno al 503E RCC; seguirono poi altri due veicoli costruiti con acciaio saldato nel novembre 1933, i cui test riguardarono anche la comparazione tra motori a benzina e apparati diesel. Come risultato di tali prove lo Char D2 venne valutato positivamente e venne stabilito che la produzione sarebbe iniziata a partire dal dicembre 1934.

### Produzione
Il 14 gennaio 1934 venne emesso un ordine iniziale di cinquanta veicoli, i quali furono consegnati tra il maggio 1936 e il febbraio 1937, tutti armati con un cannone a canna corta SA 34. Una seconda commissione per ulteriori cinquanta esemplari, equipaggiati con diversa torretta e un più potente cannone SA 35, venne inviata nell'aprile 1938 alla Renault ma la ditta cominciò a fabbricarli soltanto verso la fine dell'aprile 1940, appena prima dunque dell'attacco tedesco del 10 maggio.
Il processo produttivo si avvalse della saldatura, ma talvolta si rivolse anche all'uso di sezioni prefabbricate poi unite assieme, in modo da contenere i costi. La tecnica faceva utilizzo di grandi viti piatte, che servivano sia come bulloni che come rivetti, allegando i principali corazze tra loro per mezzo di sottili strisce di acciaio di collegamento; non erano necessarie travi interne per formare un telaio.

### Impiego operativo
I Char D2 rappresentarono di gran lunga i più moderni mezzi corazzati nell'esercito francese negli anni trenta almeno fino all'arrivo dei SOMUA S35, e perciò vennero intensivamente utilizzati usurando le varie componenti meccaniche. All'inizio del 1937 i primi cinquanta vennero consegnati al 1º BCC (Bataillon de Chars de Combat) del 507º RCC (Régiment de Chars de Combat) come rimpiazzi dei D1, inviati in Tunisia. Nel corso di due cerimonie, tenutesi rispettivamente il 26 giugno 1938 e il 2 luglio 1939 a Metz, i nuovi carri ricevettero i nomi di battaglia da una lista di passate vittorie francesi stilata dal colonnello Charles De Gaulle, comandante del reggimento. Al momento della mobilitazione nel settembre 1939, il battaglione venne rinominato 19º BCC e fu organizzato su quarantacinque carri armati; gli altri cinque rimasero in deposito per l'addestramento. I primi esemplari della seconda serie furono riuniti nella 345ª CACC (Compagnie Autonome de Chars de Combat).
Il 10 maggio 1940 le unità di prima linea francesi potevano contare su una cinquantina circa di Char D2, dei quali trentuno erano armati con il cannone lungo SA 35 e i restanti con il pezzo a canna corta SA 34: dei mezzi del 19º BCC, cinque erano distaccati al quartier generale del reparto e quaranta rappresentavano la forza direttamente impiegabile in battaglia. Il battaglione venne inserito nella 4ª DCR (Division Cuirassée de Réserve). Nel corso della successiva campagna di Francia vennero costituite altre due compagnie CACC con i D2 armati del cannone SA 35 che via via venivano costruiti. Oltre alla già esistente 345ª forte di quattordici esemplari, la 346ª con dieci carri e infine la 347ª composta da dodici veicoli. I D2 non dimostrarono particolari qualità durante i combattimenti, in primo luogo per i principi che stavano alla base della loro progettazione e in secondo perché diversi esemplari dovettero essere abbandonati a causa di guasti o manchevolezze tecniche.

## Caratteristiche

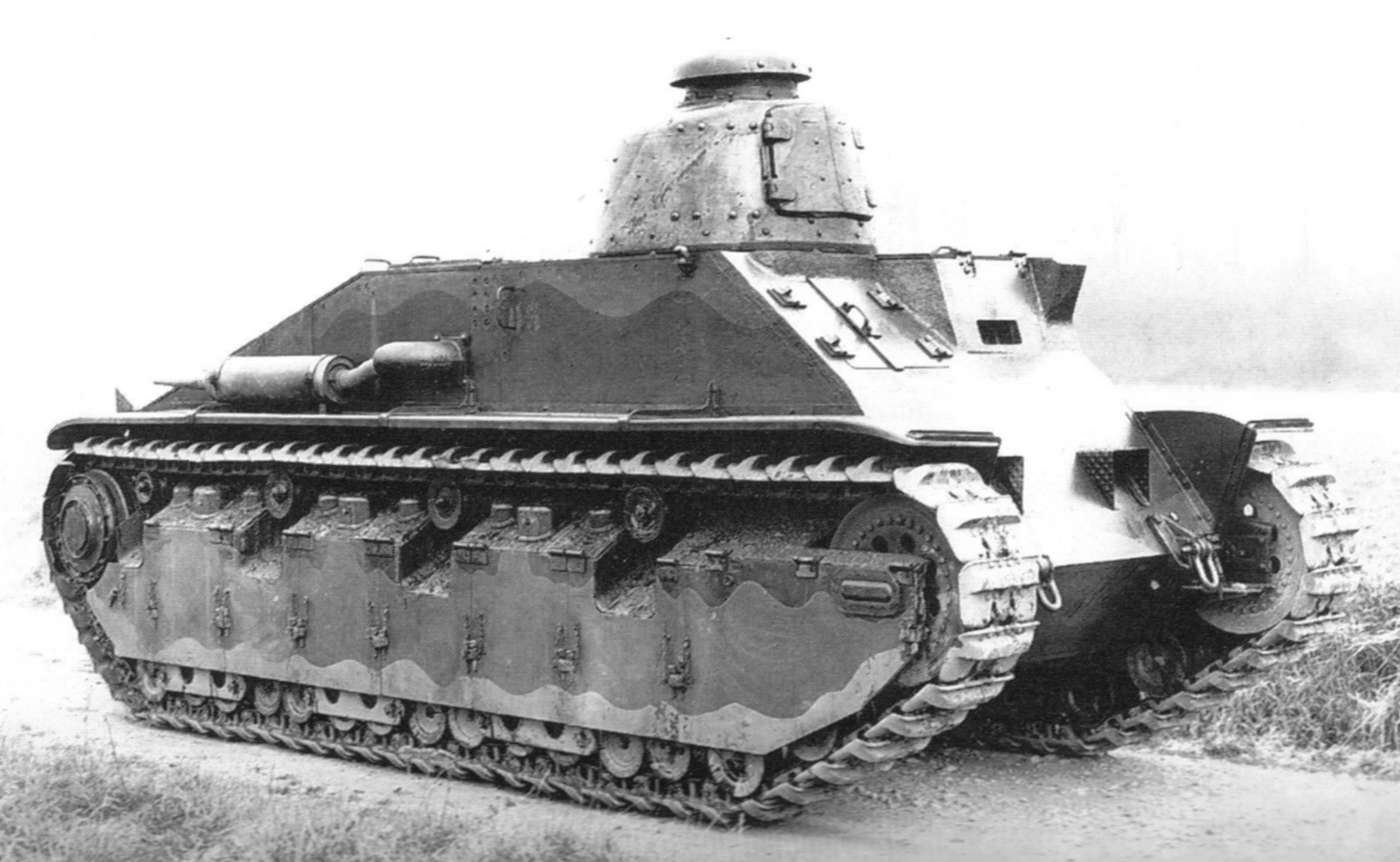
Il prototipo del D2

In sostanza il Char D2 rappresentava una versione migliorata dello Char D1, ma a differenza di questo aveva un profilo frontale quasi verticale; inoltre lo scafo alto 1,75 metri presentava il pianale posteriore più elevato. Il corpo del veicolo poggiava su una meccanica identica a quella del predecessore D1, consistente per lato in tre grosse molle elicoidali verticali, ognuna coadiuvata da due ammortizzatori e vincolata a un carrello articolato con quattro ruote portanti; due altre ruote con propri ammortizzatori furono sistemate all'inizio e alla fine della serie di ruote principali. I rulli reggicingolo erano imperniati superiormente, la ruota di rinvio era anteriore e controllava la tensionatura dei cingoli, la ruota motrice era posteriore. Il treno di rotolamento era completato da parafanghi, agganciati sotto i rulli, e da una corazza a protezione delle molle composta da sei pannelli invece che da otto come sul D1: i cingoli usati erano larghi 350 mm. Sopra i parafanghi vennero aggiunti dei compartimenti per lo stivaggio di attrezzature e simili. Nel vano posteriore dello scafo era installato il propulsore, decisamente più potente di quello in dotazione al D1: si trattava di un Renault a 6 cilindri disposti a V da 9,5 litri, erogante 150 hp e alimentato a benzina, collegato a un cambio con cinque marce avanti e una retromarcia; la frizione era a dischi multipli. Il motore, dotato di un sistema di raffreddamento ad acqua, era inoltre era assistito da un differenziale Cleveland che facilitava le sterzate.
La corazzatura dello scafo era stata aumentata rispetto al D1, raggiungendo lo spessore massimo di 40 mm su fronte, fiancate e retro; sia il cielo che il fondo arrivavano a 20 mm. Le lastre presentavano un'inclinazione rispetto alla verticale di pochi gradi, a detrimento di una maggior resistenza.

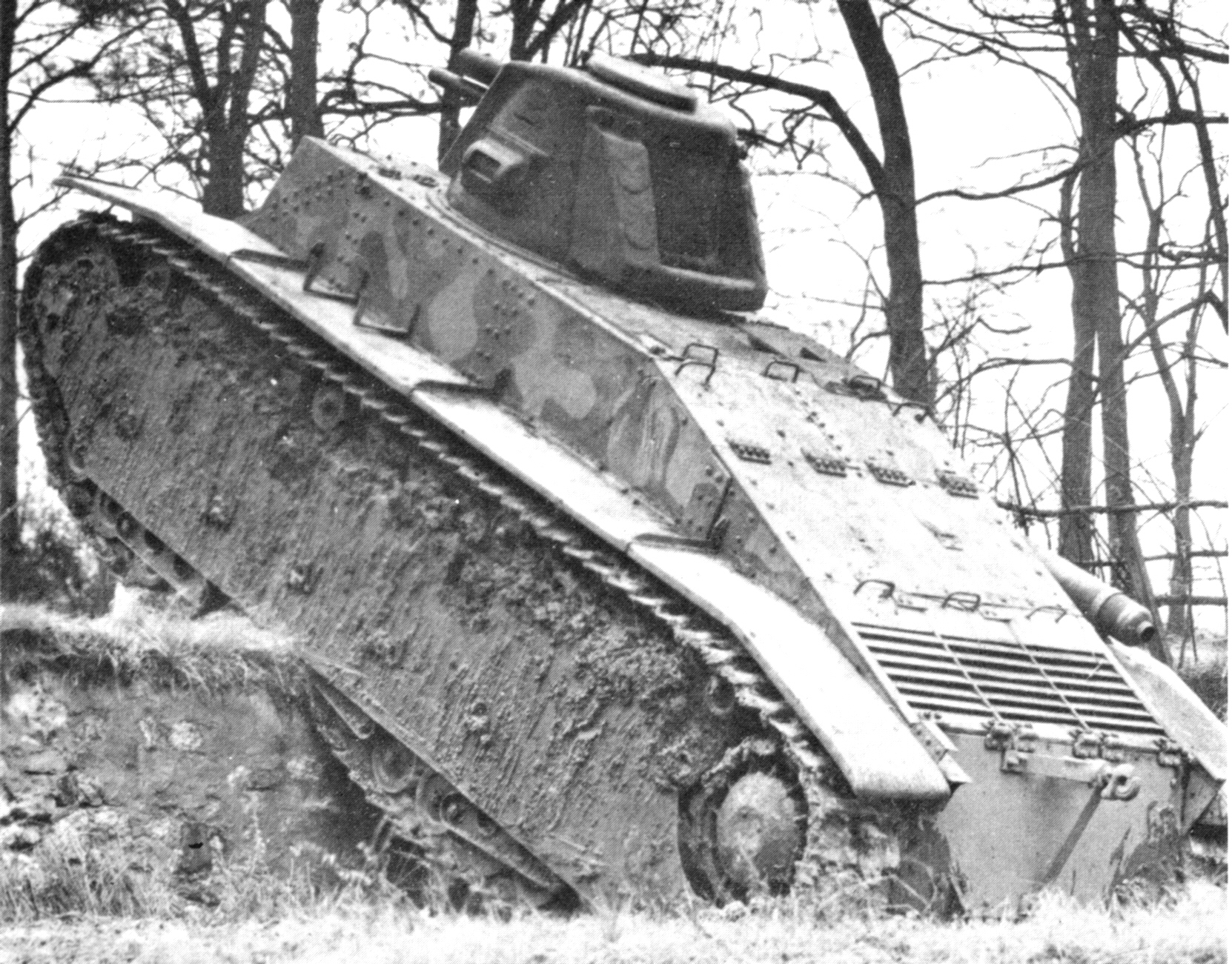
Collaudi del modello guida: da notare il differente tipo di torre rispetto alla foto in alto

La torretta utilizzata era il modello APX-1 (la stessa dello Char B1), costruita mediante colate in stampi prefabbricati e con un sistema di brandeggio elettrico. Alta 0,90 metri, la torre ospitava un cannone SA 34 da 47 mm ad anima rigata e una mitragliatrice MAC 1931C (Reibel) da 7,5 mm coassiale; una seconda Reibel era stata installata in casamatta nello scafo anteriore sinistro. Il cannone poteva sparare una granata ad alto esplosivo (Obus D) pesante 1.250 grammi e con velocità iniziale di 490 m/s per impegnare postazioni difensive o fanteria in campo aperto. Contro bersagli corazzati era invece utilizzato il proiettile perforante Obus B Modèle 1932, dal peso di 1.410 grammi (142 di carica esplosiva) e capace di raggiungere una velocità iniziale di 480 m/s: l'efficacia di tale ordigno era però modesta, in quanto penetrava una lastra spessa 24 mm entro i 100 metri di distanza; quindi era a malapena sufficiente per ingaggiare corazzati leggeri solo in combattimento ravvicinato. Nel secondo lotto di 50 carri la torretta APX-1 venne rimpiazzata con la APX-4, appositamente progettata e costruita secondo gli stessi criteri; fu modificato anche l'armamento con l'adozione di un cannone SA 35 da 47 mm, la cui canna più lunga garantiva maggiori possibilità di successo contro mezzi blindati. I D2 di prima generazione potevano trasportare 120 granate e 5.000 cartucce per le mitragliatrici; la seconda serie, invece, limitava lo stivaggio delle munizioni per il cannone a 108. A partire dal marzo 1940 la prima serie di D2 venne riequipaggiata con la nuova torretta armata del SA 35.
L'equipaggio era composto da tre membri: il capocarro era l'unico occupante della torretta e quindi, in aggiunta alla propria mansione di comando e coordinazione, doveva inoltre dedicarsi all'utilizzo di tutta la dotazione offensiva presente, venendo così a essere oberato di compiti. Nello scafo sedeva a sinistra il pilota, addetto all'impiego della seconda mitragliatrice Reibel, a destra l'operatore di un radiotelegrafo ER 52 a codice Morse con una portata di 2 chilometri.
Nel complesso lo Char D2 era una macchina compatta, dal peso di quasi 20 tonnellate e un'altezza di circa 2,70 metri che gli dava una sagoma piuttosto visibile; la lunghezza sfiorava i 5,50 metri. Il veicolo possedeva buone capacità di guado (1,20 metri) e riusciva a superare trincee larghe fino a 2,10 metri senza problemi; gestiva inoltre pendenze fino al 50% e ostacoli verticali da 0,80 metri. Autonomia e velocità però, a causa della mole e della voracità dell'apparato motore, erano assai modeste per un impiego proficuo sul campo nonostante la presenza di quattro serbatoi per un totale di 352 litri: la prima arrivava soltanto a 100 chilometri, la velocità su strada a 23 km/h e su terreni sconnessi calava a 16 km/h.

## Varianti
I veicoli con numero di serie 2016 e 2049 vennero convertiti in carri comando mediante l'aggiunta di una radio ER 52 bis, sempre a codice Morse ma con un raggio di tre chilometri. L'antenna di questa seconda radio venne installata sulla sinistra del pianale posteriore.

## Altri utilizzatori
- Germania: a seguito dell'armistizio di Compiègne, la Germania nazista si appropriò di un gruppo di Char D2 e li ridenominò come Panzerkampfwagen D2 737 (f), ma sembra che nessuno fu adoperato in prima linea.[1]